# 010 Trojans 2017
Questa voce raccoglie le informazioni riguardanti gli 010 Trojans nelle competizioni ufficiali della stagione 2017.

## Maschile

### Eredivisie 2017

#### Stagione regolare
| 19 febbraio 2017, ore 14:00 1ª giornata | 010 Trojans | 44 – 22 | Lightning Leiden |  |

| Rotterdam 11 marzo 2017, ore 19:00 3ª giornata | 010 Trojans | 14 – 9 | Hilversum Hurricanes | Sportpark de Vaan |

| 19 marzo 2017, ore 14:00 4ª giornata | Spijkenisse Scouts | 0 – 68 | 010 Trojans |  |

| Rotterdam 2 aprile 2017, ore 14:00 6ª giornata | 010 Trojans | 0 – 33 | Amsterdam Crusaders | Sportpark de Vaan |

| 8 aprile 2017 7ª giornata | Groningen Giants | 22 – 58 | 010 Trojans |  |

| 16 aprile 2017, ore 14:00 8ª giornata | Arnhem Falcons | 29 – 22 | 010 Trojans |  |

| 21 maggio 2017 12ª giornata | Amsterdam Crusaders | 35 – 6 | 010 Trojans |  |

| Rotterdam 28 maggio 2017, ore 14:00 13ª giornata | 010 Trojans | 40 – 20 | Arnhem Falcons | Sportpark de Vaan |

#### Playoff
| 18 giugno 2017 Semifinale | Lightning Leiden | 6 – 59 | 010 Trojans |  |

| Almere 1º luglio 2017 Tulip Bowl | Amsterdam Crusaders | 33 – 13 (7-0 0-7 14-6 12-0) | 010 Trojans | Yanmar Stadion (768 spett.) |

### Statistiche di squadra
| Competizione           | %Vittorie | In casa | In casa | In casa | In casa | In casa | In casa | In trasferta | In trasferta | In trasferta | In trasferta | In trasferta | In trasferta | Totale | Totale | Totale | Totale | Totale | Totale |
| Competizione           | %Vittorie | G       | V       | N       | P       | Pf      | Ps      | G            | V            | N            | P            | Pf           | Ps           | G      | V      | N      | P      | Pf     | Ps     |
| ---------------------- | --------- | ------- | ------- | ------- | ------- | ------- | ------- | ------------ | ------------ | ------------ | ------------ | ------------ | ------------ | ------ | ------ | ------ | ------ | ------ | ------ |
| ED - Stagione regolare | .625      | 4       | 3       | 0       | 1       | 98      | 84      | 4            | 2            | 0            | 2            | 154          | 86           | 8      | 5      | 0      | 3      | 252    | 170    |
| ED - Playoff           | .500      | 0       | 0       | 0       | 0       | 0       | 0       | 2            | 1            | 0            | 1            | 72           | 39           | 2      | 1      | 0      | 1      | 72     | 39     |
| Totale                 | .600      | 4       | 3       | 0       | 1       | 98      | 84      | 6            | 3            | 0            | 3            | 226          | 125          | 10     | 6      | 0      | 4      | 324    | 209    |

## Femminile

### Queen's Football League 2017

#### Playoff
| Amsterdam 17 dicembre 2017, ore 14:00 | Amsterdam Cats | 42 – 13 | Rotterdam Ravens | Sportpark Sloten |

### Statistiche di squadra
| Competizione | %Vittorie | In casa | In casa | In casa | In casa | In casa | In casa | In trasferta | In trasferta | In trasferta | In trasferta | In trasferta | In trasferta | Totale | Totale | Totale | Totale | Totale | Totale |
| Competizione | %Vittorie | G       | V       | N       | P       | Pf      | Ps      | G            | V            | N            | P            | Pf           | Ps           | G      | V      | N      | P      | Pf     | Ps     |
| ------------ | --------- | ------- | ------- | ------- | ------- | ------- | ------- | ------------ | ------------ | ------------ | ------------ | ------------ | ------------ | ------ | ------ | ------ | ------ | ------ | ------ |
| Playoff      | .000      | 0       | 0       | 0       | 0       | 0       | 0       | 1            | 0            | 0            | 1            | 13           | 42           | 1      | 0      | 0      | 1      | 13     | 42     |
| Totale       | .000      | 0       | 0       | 0       | 0       | 0       | 0       | 1            | 0            | 0            | 1            | 13           | 42           | 1      | 0      | 0      | 1      | 13     | 42     |